# Mostafa Khomeini
 (juillet 2025).
Le contenu est difficilement compréhensible vu les erreurs de traduction, qui sont peut-être dues à l'utilisation d'un logiciel de traduction automatique.
Mostafa Khomeini, né le 12 décembre 1930 à Qom (Iran) et mort le 23 octobre 1977 à Nadjaf (Irak) est un religieux iranien et le fils de l'ayatollah Khomeini.

## Petite enfance et éducation
Il est né à Qom le 12 décembre 1930 Il était le fils aîné de l'ayatollah Khomeini et de Khadijeh Saqafi, fille d'un religieux respecté, Hajj Mirza Tehrani.
Il est diplômé du Centre théologique de Qom.

## Activités
Mostafa Khomeini a participé au mouvement de son père. Il a été arrêté et emprisonné après les événements de 1963 et aussi, après l'exil de son père. Le 3 janvier 1965, il a rejoint son père à Bursa, en Turquie, où il était en exil. Il a ensuite vécu avec sa famille à Najaf, en Irak. Lui et son frère Ahmad ont fait partie du mouvement clandestin de Khomeini à Najaf. Le groupe comprenait également Mohammad Hussein Behesti et Morteza Motahhari.

## Décès
Mostafa Khomeini est décédé à Nadjaf le 23 octobre 1977. Il a été enterré à Najaf dans le sanctuaire de l'Imam Ali, grâce à Musa al-Musawi.
Sa mort a été considérée comme suspecte à la fois par les partisans de l'ayatollah Khomeini et les gens ordinaires d'Iran en raison de son décès annoncé alors qu'il était en garde à vue et de divers rapports selon lesquels des agents du SAVAK étaient présents sur les lieux. Par conséquent, sa mort a été attribuée à la police secrète du Shah, SAVAK. Son père a décrit plus tard la mort de Mostafa comme un "martyre" et l'une des "faveurs cachées" de Dieu, car cela a alimenté le mécontentement croissant envers le Shah qui a finalement produit la révolution iranienne un peu plus d'un an après la mort de Mostafa.